# Patryk Wronka
Patryk Wronka (* 28. August 1995 in Zakopane) ist ein polnischer Eishockeyspieler, der erneut seit Oktober 2024 beim GKS Katowice in der Polska Hokej Liga unter Vertrag steht.

## Karriere

### Club
Patryk Wronka begann seine Karriere in der Nachwuchsabteilung des polnischen Rekordmeisters Podhale Nowy Targ in der zweitklassigen I liga. 2013 stieg er mit dem Klub aus Kleinpolen in die Ekstraliga auf, wo er die nächsten drei Jahre spielte. 2016 wechselte in die Tschechische Republik zu Orli Znojmo aus der Österreichischen Eishockey-Liga, konnte sich dort jedoch nicht durchsetzen und kehrte daher 2017 nach Polen zurück und spielte dort für den GKS Katowice. In der Spielzeit 2018/19 war er Topscorer und bester Vorlagengeber der Ekstraliga. Anschließend wechselte er zu den Belfast Giants in die Elite Ice Hockey League, zog aber bereits im Dezember weiter nach Frankreich, wo er die Spielzeit beim Gap Hockey Club in der Ligue Magnus beendete. 2020 kehrte er nach Polen zurück und schloss sich dem GKS Tychy aus der Polska Hokej Liga, wie sich die höchste Spielklasse des Landes nunmehr nennt, an. Seit 2021 spielte er wieder für GKS Katowice und wurde mit dem Klub 2022 polnischer Meister, wechselte aber nach nur einer Spielzeit weiter zum KS Cracovia aus Krakau. Sowohl 2022 als auch 2023 war er Topscorer und bester Vorlagengeber der Polska Hokej Liga. Seit 2023 spielte er wieder für seinen Stammverein Podhale Nowy Targ. Auch 2024 wurde er Topscorer und bester Vorlagengeber. Im Oktober 2024 kehrte er nach Katowice zurück.

### International
Für Polen nahm Wronka im Juniorenbereich jeweils an der Division I der U18-Junioren-Weltmeisterschaft 2013 sowie den U20-Weltmeisterschaften 2014 und 2015, als er hinter dem Kasachen Nikita Michailis zweitbester Vorbereiter des Turniers war, teil.
Sein Debüt in der Herren-Nationalmannschaft gab er im Februar 2016 in der ersten Runde der Qualifikation für die Olympischen Winterspiele in Pyeongchang 2018, die in Budapest ausgetragen wurde. Dabei erzielte er den 1:0-Führungstreffer beim 6:2-Auftaktsieg gegen Estland. Anschließend wurde er auch in den Kader für die Weltmeisterschaft der Division I 2016, bei der er zum besten Stürmer des Turniers und in das All-Star-Team gewählt wurde, berufen. Nachdem er auch bei der zweiten Runde der Olympiaqualifikation eingesetzt wurde,  spielte bei den Weltmeisterschaften 2017, 2019, als er wieder zum besten Stürmer des Turniers gewählt wurde, 2022 und 2023, als den Polen nach mehr als zwanzig Jahren erstmals wieder der Aufstieg in die Top-Division gelang, erneut in der Division I. So konnte er 2024 erstmals in der Top-Division spielen. Auch bei den Qualifikationsturnieren für die Olympischen Winterspiele in Peking 2022 und Mailand 2026 spielte er für Polen.

## Erfolge und Auszeichnungen
- 2016 Bester Stürmer der Weltmeisterschaft der Division I, Gruppe A
- 2016 All-Star-Team der Weltmeisterschaft der Division I, Gruppe A
- 2019 Topscorer und bester Vorlagengeber der Ekstraliga
- 2019 Bester Stürmer der Weltmeisterschaft der Division I, Gruppe B
- 2022 Polnischer Meister mit dem GKS Katowice
- 2022 Topscorer und bester Vorlagengeber der Polska Hokej Liga
- 2022 Aufstieg in die Division I, Gruppe A, bei der Weltmeisterschaft der Division I, Gruppe B
- 2023 Topscorer und bester Vorlagengeber der Polska Hokej Liga
- 2023 Aufstieg in die Top-Division bei der Weltmeisterschaft der Division I, Gruppe A

## Ekstraliga-Statistik
(Stand: Ende der Spielzeit 2024/25)

## Familie
Wronka stammt aus einer Eishockeyfamilie. Sein Großvater Tadeusz Kacik nahm an den Olympischen Winterspielen 1972 teil und sein Vater Adam Wronka war langjähriger Ekstraliga-Spieler bei Podhale Nowy Targ.